# Perognathus inornatus
Perognathus inornatus är en däggdjursart som beskrevs av Clinton Hart Merriam 1889. Perognathus inornatus ingår i släktet fickspringmöss, och familjen påsmöss. IUCN kategoriserar arten globalt som livskraftig. Inga underarter finns listade i Catalogue of Life. Wilson & Reeder (2005) skiljer mellan tre underarter.
Denna gnagare blir med svans 13 till 15 cm lång och svansen är lite längre än huvud och bål tillsammans. Vuxna exemplar väger 7 till 12 g. Pälsen på ovansidan består av korta hår som är ljusbruna till rosa samt av längre täckhår som är svartbruna. Undersidan är täckt av vit päls. Kring ögonen finns orange ringar. Svansen har en mörk ovansida, en ljus undersida och längre hår vid spetsen som bildar en liten tofs.
Arten förekommer i Kalifornien i USA. Den lever i låglandet och i kulliga områden upp till 600 meter över havet. Habitatet utgörs av gräsmarker, av buskskogar, av savanner med några trädgrupper samt av halvöknar med glest fördelade buskar.
Perognathus inornatus skapar underjordiska tunnelsystem och ingången ligger ofta under en buskes rötter. Arten äter främst frön samt gröna delar från gräs, buskar eller örter. Ibland ingår insekter som saknar hårt skal i födan. Större mängder föda transporteras i kindpåsarna till boet. Torpor förekommer ibland under den kalla årstiden.
Individerna sitter ofta bredvid boets ingång och solbadar. Fortplantningen sker mellan mars och juli. Under tiden förekommer minst två kullar med 4 till 6 ungar per kull. Ungarna stannar vanligen i boet tills de är könsmogna.